# Drynaria laurentii
Drynaria laurentii là một loài thực vật có mạch trong họ Polypodiaceae. Loài này được (H. Christ) Hieron. miêu tả khoa học đầu tiên năm 1908.